# Maugério
Maugério (ou Malgério, de acordo com o Gesta Normannorum Ducum) era filho de Ricardo II, duque de Normandia, e de sua segunda esposa, Papia de Envermeu, perto de Dieppe.
Maugério foi criado na abadia de Fécamp como um eminente membro da família ducal de Ricardo, alguns dos quais foram mais tarde abertamente hostis à adesão do duque Guilherme II. Com a morte de seu tio Roberto, arcebispo de Ruão (1037), Maugério, provavelmente, ainda menor de idade, foi escolhido para sucedê-lo.
Maugério foi aparentemente tardio em incutir lealdade ao jovem duque Guilherme. Em particular, ele se opôs ao casamento de duque normando com Matilde de Flandres em 1049. Seu irmão Guilherme de Talou casou-se com uma irmã do Conde de Ponthieu e foi nomeado por Guilherme como Conde de Arques, perto de Dieppe.
Guilherme de Talou, irmão de Maugério, foi derrotado em uma fracassada rebelião contra o seu sobrinho Guilherme II na batalha perto de Arques em 1053, após o qual Talou fugiu para o exílio em Boulogne. Devido uma conexão percebida com a rebelião de seu irmão, Maugério foi derrubado do seu arcebispado, no município de Lisieux. O ex-arcebispo foi banido de Ruão para a Ilha de Guernsey, onde desembarcou em uma baía na costa sul que foi batizada de "Baía dos Santos" em sua honra.
O comportamento de Maugério como um senhor secular que se opusera a autoridade papal habilitou Guilherme a alcançar seu depoimento em razão da conduta imprópria em um conselho provincial realizado em Lisieux em 1054 ou 1055. Histórias relativas ao fim de sua vida nas Ilhas do Canal foram coletadas um século mais tarde por Wace (1100-1174), que era um nativo de Jérsei. De acordo com Wace, Maugério tinha uma esposa por lei comum, que lhe deu muitos filhos, e o ex-arcebispo de Ruão dedicou-se a ler o pigarro e ciências ocultas. O bispo destronado é acusado de ter abandonado a si mesmo em um pacto com o diabo e, depois de ter enlouquecido, se afogou por volta de 1055; seu corpo foi enterrado em uma igreja em Cherbourg-Octeville. No momento de sua morte, acredita-se que tinha trinta e poucos anos.